# Rhynchospora aristata
Rhynchospora aristata är en halvgräsart som beskrevs av Johann Otto Boeckeler. Rhynchospora aristata ingår i släktet småag, och familjen halvgräs.

## Underarter
Arten delas in i följande underarter:
- R. a. aristata
- R. a. brevifoliata
- R. a. moritziana
- R. a. suberecta